# Stichillus necopinatus
Stichillus necopinatus är en tvåvingeart som beskrevs av Rudolf Beyer 1960. Stichillus necopinatus ingår i släktet Stichillus och familjen puckelflugor. Inga underarter finns listade i Catalogue of Life.